# Botho Strauß
Botho Strauß (Naumburgo, 2 de dezembro de 1944) é um dramaturgo, romancista e ensaísta alemão.